# 日比野寛

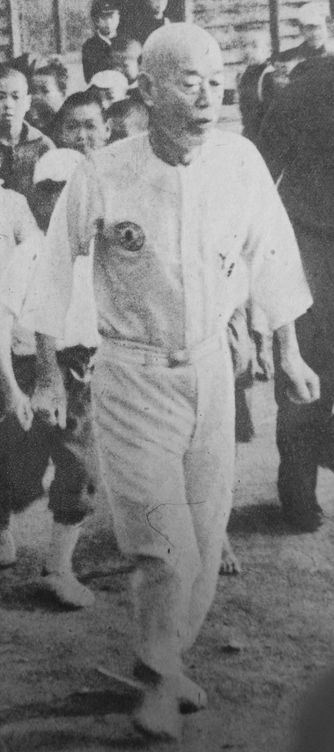
1948年

日比野 寛（ひびの ゆたか/ひろし/かん、1866年12月9日（慶応2年11月3日） - 1950年（昭和25年）4月2日）は、日本の教育者、政治家。衆議院議員。旧姓は織田（おだ）。日本におけるマラソン指導の始祖とされている。

## 生涯

### 生い立ち
尾張国中島郡大里村（現:愛知県稲沢市日下部中町）に、織田文信の三男として生まれる。
愛知県中学校（旧制・愛知一中、現在の愛知県立旭丘高等学校）を経て第一高等学校に入学。同校2年生の時に健康診断で胃腸病を発見された。以後彼は、健康のため「歩き方・姿勢」に気を配るようになる。1895年（明治28年）帝国大学法科大学英法科卒業。農商務省に勤務した。
1898年（明治31年）、日比野家（日比野紋左衛門）の養子となる:40。

### 愛知一中校長
1899年（明治32年）、母校である愛知一中の校長に就任した。
当時の同校は、生徒が教師を排斥したり、ストライキを打ったりといった状況にあった。当時の中学校の多くでは「蛮風・侠気」の生徒が横行し学校騒動が頻発していたが:40、愛知一中については寄宿舎規則が極度に厳しく生徒の自由を束縛しているという状況があったようである:41。校長排斥運動により空席となった校長の後任に頭を悩ませた愛知県知事沖守固が、文部次官奥田義人（愛知一中の前身の一つである愛知英語学校の卒業生）に人選を依頼し、奥田の推薦で日比野が就任することとなった:40。混乱した母校の状況を聞いて日比野が自薦したともいう:40。
日比野は教育界出身ではないが:41、愛知県や文部省が愛知一中の「正常化」を日比野に託したといえる。日比野の教育理念は「抱き鯉主義」（水に入って鯉の泳ぎと共にこれをつかまえるように、教育も生徒の中に入って指導する）と評され、着任第一日目にテニスコートに立ったという。
日比野は同校の生徒指導に運動を取り入れた。特に「病める者は医者へ行け、弱き者は歩け、健康な者は走れ、強壮な者は競走せよ」と呼び掛け、生徒たちのエネルギーを勉学だけではなくスポーツに向かわせた。日本で最初にマラソンを本格的に教育界に導入したとされ、自らも生徒と共に毎日2時間のマラソンを始めた（これは死の直前まで続けた）。故に日比野には「マラソン校長」の異名が付けられた。日比野の指導もあり、やがて愛知一中の風紀は収まると同時に同校は日本を代表するスポーツ強豪校となった。1911年には日本最初の生徒長距離競走を実施した。
一中校長を務めるかたわら、1908年には「不遇な者の育英」を掲げて有力者の賛助を得、「育英学校」を設立した。1915年5月29日、勲六等瑞宝章を受章。

### 愛知一中校長退職後
1917年3月に愛知一中を退職後、同年4月に憲政会から第13回衆議院議員総選挙に立候補し、当選。議員を務める傍ら、引き続きマラソンの指導にも力をいれ「上体はまっすぐ、運動は手と足で行なう」とする「日比野式走法」の普及に努め、国内のみならず海外でもマラソン指導に情熱を注いだ。
1917年4月27日に開催された、最初の駅伝競走とされる「東海道駅伝徒歩競争」に、50歳にして中部組のアンカーとして参加し、大変な話題となった。また、同年5月12日には第3回極東選手権競技大会の25マイル競走に出場し、芝浦・鶴見間を走破した。
1922年、「育英学校」を改組し「名古屋育英商業学校」を設立。体育第一主義を掲げていたようである。しかし名古屋育英商業学校は経営に行き詰まり、日比野は私学経営から撤退した。
1950年、脳出血のため亡くなった。

## 記念・顕彰

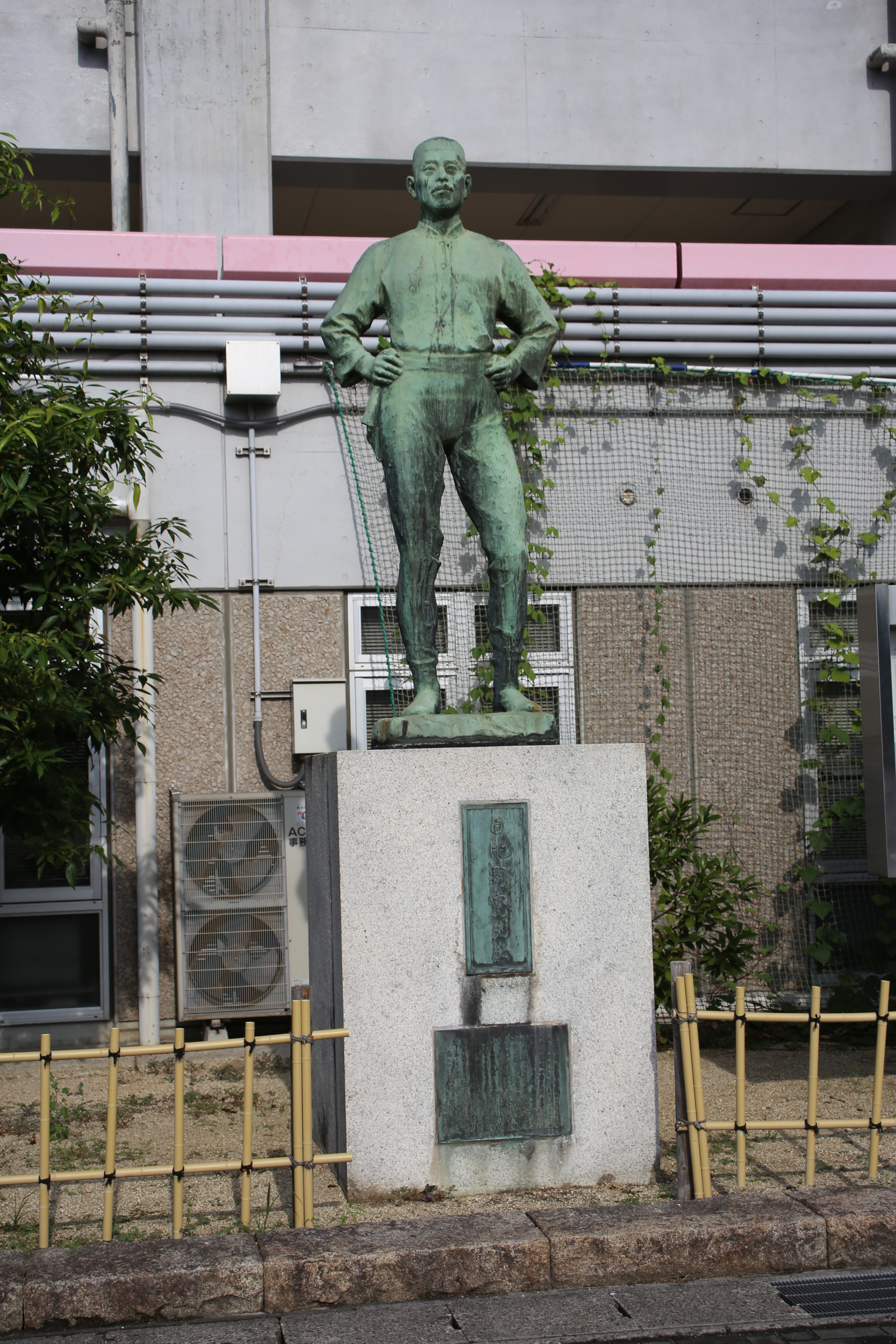
瑞穂公園の日比野像

日比野の銅像が1966年に名古屋市瑞穂公園陸上競技場の傍に建立されている。これは戦前に愛知一中の敷地内に立てられたものが戦時の金属供出で失われ、それを復活させようとして計画、建立されたものである。
中日新聞社が主催していた「中日マラソン」では第9回大会から日比野の偉業を称え、「日比野賞中日マラソン大会」と称していた。開設当時は名古屋市内をコースとしていたが交通事情から後に豊橋市から新城市を折り返すコースで毎年3月に実施されていたが、2009年3月開催の第57回大会をもって終了した。なお併催されていた「中日豊橋ハーフマラソン大会」は2010年より「ほの国豊橋ハーフマラソン大会」と改名した上で継続開催している。

## 著作
- 『日本臣道論』金港堂、1904年
  - 『日本臣道論 3版』日本臣道会、1920年
- 『青年子女堕落の理由 : 附・其矯救策』金港堂、1907年
- 『日本臣道教科書』金港堂、1908年
- 『日本臣道 : 国民必読』金港堂、1910年
- 『日本臣道』金港堂書籍、1913年
- 『基礎健康法』実業之日本社、1916年
- 『身神保健訓』金港堂書籍、1917年
- 『日比野式走り方』杉浦甲子之助、1918年
- 『体験より得た体育』大阪毎日新聞社、1923年
- 『日本国民要訓』日本臣道会、1925年
- 『体位向上運動の体験』成人教育会、1937年
- 『一人百首健生体育歌』日比野寛、1938年
- 『日本臣道の本義』松邑三松堂、1941年

## 伝記
- 青井東平・那須秀一編『日比野寛』愛知一中会日比野寛伝刊行会、1959年